# Narvakultur
Narvakulturen eller østlige Østersø (ca. 5.300 til 1.750 f.Kr.) var en tidlig neolitisk jæger- og samlerkultur i det nuværende Estland, Letland, Litauen, Kaliningrad Oblast samt tilstødende dele af Polen og Rusland. Narvakulturen efterfulgte af den mesolitiske Kundakultur og blev efterfulgt af bronzealderen. Kulturen blev opkaldt efter Narvafloden i Estland.

## Varianter af Narvakulturen
Under båndkeramikkulturen (dansk: ~ enkeltgravskulturen) udviklede der sig to varianter af narvakulturen:
- Den nordøstlige variant ser ud til at være forblevet selvstændig. Måske under indflydelse af den uralske sprogfamilie.
- Den sydvestlige har elementer af den tidligere tragtbægerkultur og senere båndkeramikkulturen. Huld og Bley[2] relaterer den sydvestlige variant til udviklingen af det proto-baltiske sprog, forløberen for bl.a. lettisk, litauisk og gammelpreussisk.

## Udgravning
Den hidtil største udgravning er en begravelsesplads i Zvejnieki nær Burtniekssøen i Letland.